# Радивој Божић
Радивој Божић (Бешка, 26. јануар 1912 — Београд, 1. јануар 1948) био је југословенски и српски фудбалер, војни пилот Југословенског краљевског ратног ваздухопловства.

## Биографија
Божић је рођен 26. јануара 1912. године у Бешки код Инђије. Завршио је пилотску школу Југословенског краљевског ратног ваздухопловства у Земуну са одличним успехом, а дипломирао је 12. октобра 1938. године поставши носилац летачког знака бр. 1638.
Према неким изворима, Божић је побегао из заробљеничког транспорта за Немачку, а потом летео током Другог светског рата у партизанској ескадрили „скакавица”, али је био заробљен и ухапшен као члан Савеза комуниста Југославије. Наводи се да је Божић сарађивао са Немцима, па је након повратка из Немачке у Београд ухапшен и стрељан 1. јануара 1948. године у Београду.

## Фудбалска каријера
Каријеру је започео у СК Југославија, 1930. године, где је играо до 1932. године. Првотимац БСК Београд постао је у сезони 1932/33, а са БСК-ом освојио Првенства Југославије у сезони 1933/34, 1935. и 1936. играјући левог халфа. Каријеру је завршио у дресу Војводине, где је играо од 1936. до 1941. године.
За селекцију Београда одиграо је шест утакмица, а једну за репрезентацију Југославије, 25. децембра 1934. године против селекције Бугарске у Атини, на Балканском купу, а Југославија је тада освојила победнички трофеј.
Важио је за упорног, чврстог и издржљивог одбрамбеног играча, претежно је играо као крилни халф, а понекад и као центархалф.

## Трофеји
БСК Београд
- Првенство Југославије: 1932/33, 1934/1935, 1935/1936

Репрезентација Југославије
- Балкански куп: 1935